# Эркслебен, Генрих Андреас
Генрих Андреас Эркслебен (эст. Heinrich Andreas Erxleben; 5 октября 1746 — 16 августа 1809, Эстляндская губерния) — эстляндский пастор, переводчик и педагог.

## Биография
Родился в Барди, в Лаузице, 5 октября 1746 года. Образование получил сперва в учебно-воспитательном заведении в Генненсдорфе, в Лаузице, затем в разных университетах, а под конец в Лейпцигском университете, по окончании которого отправился в Лифляндию. 
В 1775 году Эркслебен был зачислен кандидатом, а в 1779 году был назначен пастором в Ринген, близ Дерпта, в 1784 году он был переведен в Камби. В 1808 году он вышел в отставку.
Эркслебен перевел на эстонский язык несколько выдержек из Ветхого Завета и, кроме того, книгу церковных песней.
Генрих Андреас Эркслебен скончался в 1809 году.
Был женат на Амалии Маргарете Арвелиус, дочери Фридриха Иммануила Арвелиуса.